# Jan Albertus Wijn

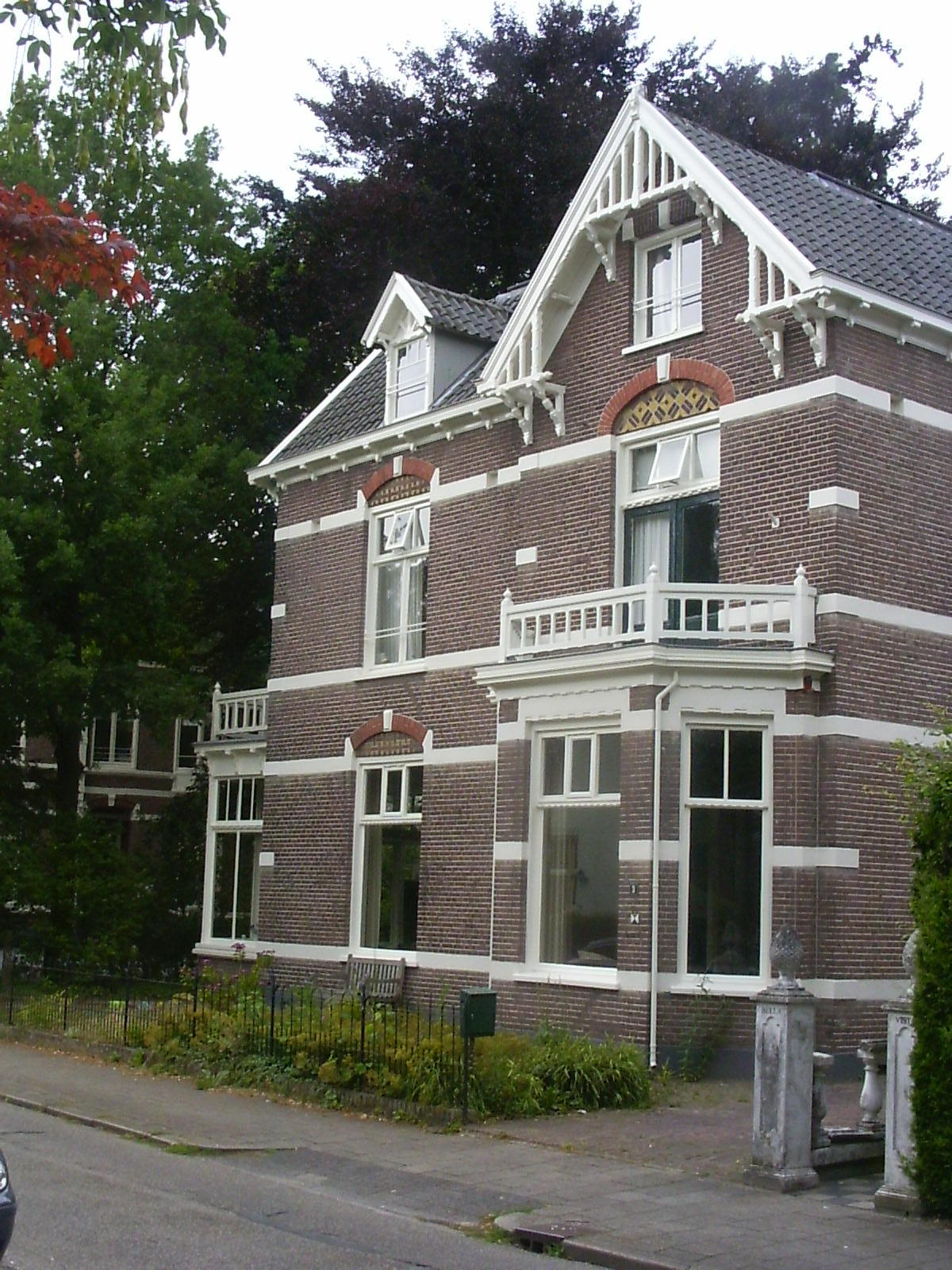
Het woonhuis van Wijn op de Emmalaan 3 te Apeldoorn.

Jan Albertus Wijn (Twisk, 28 januari 1857 - 's-Gravenhage, 15 december 1932) was een Nederlands architect. Hij ontwierp in Apeldoorn tientallen objecten die later rijks- of gemeentelijke monumenten werden.

## Levensloop
Wijn werd geboren als zoon van de arts Pieter Wijn en predikantsdochter Alke Leemhuis. Hij volgde zijn opleiding tot architect bij Adrianus Cyriacus Bleys (1842-1912) en werkte enkele jaren bij de spoorwegen. Op 22 december 1881 vestigde hij zich in Apeldoorn. Hij heeft daar onder andere gewoond aan de Emmalaan 3, in een huis dat hij zelf had ontworpen.
Wijn stelde na de Woningwet van 1901 het eerste stedenbouwkundige uitbreidingsplan op van Apeldoorn. Voor de Dorpstraat ontwierp hij samen met architect Andries van Driesum een reeks winkelpanden die als Apeldoorns Belle Époque worden aangeduid.
De stijl van Wijn was in het begin een mengeling van neorenaissance en chaletstijl. Ook maakte hij gebruik van de art nouveau en ontwierp hij de Noorderkerk in een neogotische stijl.
Hij trouwde in 1889 te Baarderadeel met Sybilla Wilhelmina Driessen (1857-1935); uit dit huwelijk werden vijf zonen geboren van wie er twee ingenieur werden, en van wie ir. Jan Gijsbertus Wijn (1897-1983) directeur van Bouw- en woningtoezicht te 's-Gravenhage werd.

## Werken
Wijn ontwierp ten minste 18 panden die later zouden worden aangemerkt als gemeentelijke monumenten van de stad Apeldoorn. Het betrof hier onder meer villa’s, winkelpanden en bedrijfspanden, zoals die van textielfabriek Tima. Van vijf andere gemeentelijke monumenten in Apeldoorn staat de architect niet vast, maar vermoedt men dat het om Wijn gaat.
Daarnaast ontwierp Wijn ten minste 8 objecten die later zouden worden aangemerkt als rijksmonument van de stad Apeldoorn. Het betrof hier onder meer verschillende woonhuizen, een kerk en het poortgebouw van een begraafplaats.